# Dibenzociklohepten
Dibenzociklohepten je hemijsko jedinjenje koje se sastoji od dva benzenska prstena vezana za cikloheptensku grupu.
Razni triciklični antidepresivi sadrže dibenzocikloheptensku funkcionalnu grupi i njihovoj hemijskoj strukturi, na primer amineptin, amitriptilin, amitriptilinoksid, butriptilin, demeksiptilin, nortriptilin, noksiptilin, i protriptilin.
|  |

## Spoljašnje veze
- Dibenzocycloheptenes на 